# Perisama yurapa
Perisama yurapa är en fjärilsart som beskrevs av Hans Fruhstorfer. Perisama yurapa ingår i släktet Perisama och familjen praktfjärilar. Inga underarter finns listade i Catalogue of Life.